# الشامية (محافظة الجموم)
الشامية؛ قرية سعودية، تتبع مركز هدى الشام في محافظة الجموم بمنطقة مكة المكرمة. تقع في شمال غرب مكة المكرمة بمسافة تقارب (42) كم.

## السكان
بلغ عدد سكان قرية الشامية 97 نسمة في عام 1437هـ ؛ حيث كانت الشامية وادياً عثرياً غير مأهول بالسكان إلى منتصف حكم خادم الحرمين الشريفين الملك فهد بن عبدالعزيز آل سعود رحمه الله؛ إلى أن تم إيصال التيار الكهربائي.

## سبب التسمية
سميت الشامية التابعه لمركز عسفان  التابع لمحافظة الجموم بمنطقة مكة المكرمة؛ فاللهجة الدارجة للسكان يسمون الشمال شاماً والجنوب يمناً التي تقع شمال مكة المكرمة.